# Pomnik upamiętniający Polaków ratujących Żydów w Ciepielowie
Pomnik upamiętniający Polaków ratujących Żydów w Ciepielowie – monument poświęcony uhonorowaniu pamięci rodzin Kowalskich, Obuchiewiczów, Kosiorów i Skoczylasów ze Starego Ciepielowa i Rekówki zamordowanych 6 grudnia 1942 r. przez Niemców za okazaną pomoc i ukrywanie Żydów.

## Historia

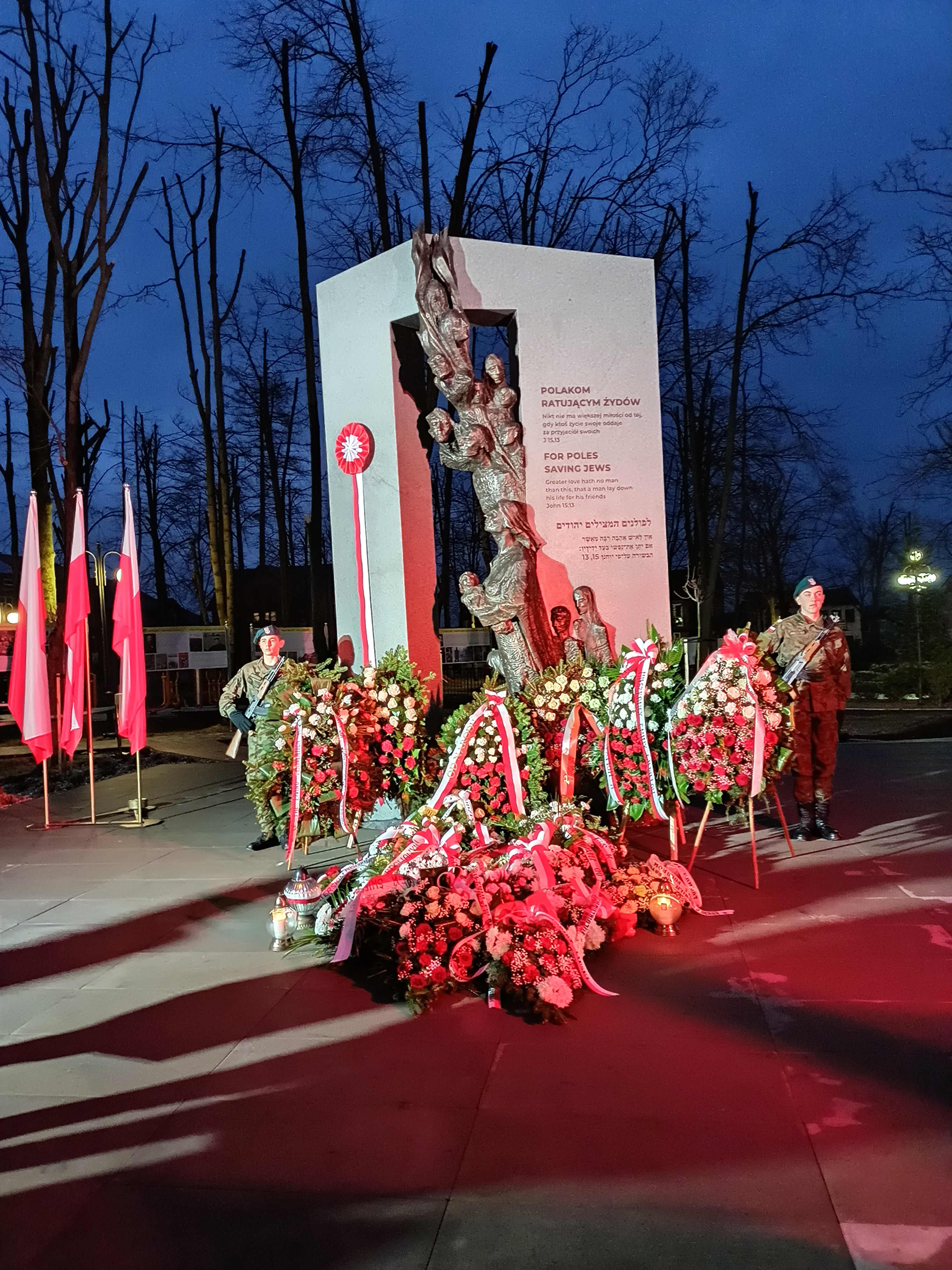
Pomnik Polaków ratujących Żydów w Ciepielowie po odsłonięciu

Pomysł zbudowania pomnika upamiętniającego Polaków zamordowanych 6 grudnia 1942 r. powstał w 50. rocznicę tej zbrodni. Tego dnia Waldemar Pawlak i ambasador Izraela Miron Gordon wmurowali w Ciepielowie kamień węgielny pod przyszły pomnik. Idea budowy monumentu odżyła w 2009 r. kiedy to prezydent Lech Kaczyński uhonorował zamordowane rodziny Krzyżami Oficerskimi Orderu Odrodzenia Polski. Katastrofa smoleńska przerwała te działania.
6 grudnia 2017 r. powstał Komitet Budowy Pomnika Polaków Ratujących Żydów w Ciepielowie. W jego skład weszli: Marta Kaczyńska, Mateusz Morawiecki, Wojciech Kolarski, Jarosław Sellin, Konrad Szymański, Jan Dziedziczak, Jan Żaryn, Ryszard Legutko, Arkadiusz Czartoryski, Jarosław Szarek, Jan Józef Kasprzyk, prof. Grzegorz Berendt, Halina Staniak (wnuczka pomordowanych), Rafał Wieczyński, Wojciech Tomczyk, Maciej Pawlicki, Adam Borowski oraz Artur Szewczyk (wójt Ciepielowa).
W 2023 r. Komitet nawiązał współpracę z Instytutem Pamięci Narodowej. W wyniku kolejnych działań ogłoszono konkurs na projekt pomnika. Spośród zgłoszonych projektów wybrano pracę Marka Dryniaka. Urząd Miasta Ciepielów sfinansował fundament oraz zagospodarowanie miejsca przeznaczonego na pomnik, IPN poniósł koszty wykonania dokumentacji projektowej oraz budowy monumentu.
Pomnik ma formę granitowej ramy, w którą wkomponowano wykonane z brązu postacie mężczyzn, kobiet i dzieci. Tworzą figurę zwieńczoną na górze płomieniami. Na prawej ścianie pomnika znajdują się napisy w języku polskim, angielskim i hebrajskim o treści: „Polakom ratującym Żydów” oraz cytat z Ewangelii św. Jana: „Nie ma większej miłości od tej, gdy ktoś życie swoje oddaje za przyjaciół swoich”. Na dwóch płytach przed pomnikiem umieszczono informację o zbrodni oraz imiona i nazwiska wszystkich ofiar, wspomniano również o nieznanych z nazwiska Żydach zamordowanych razem z polskimi rodzinami.
24 marca 2025 r. prezydent Andrzej Duda, prezes IPN Karol Nawrocki, Artur Szewczyk oraz przedstawiciele rodzin pomordowanych Polaków dokonali odsłonięcia pomnika.

## Galeria

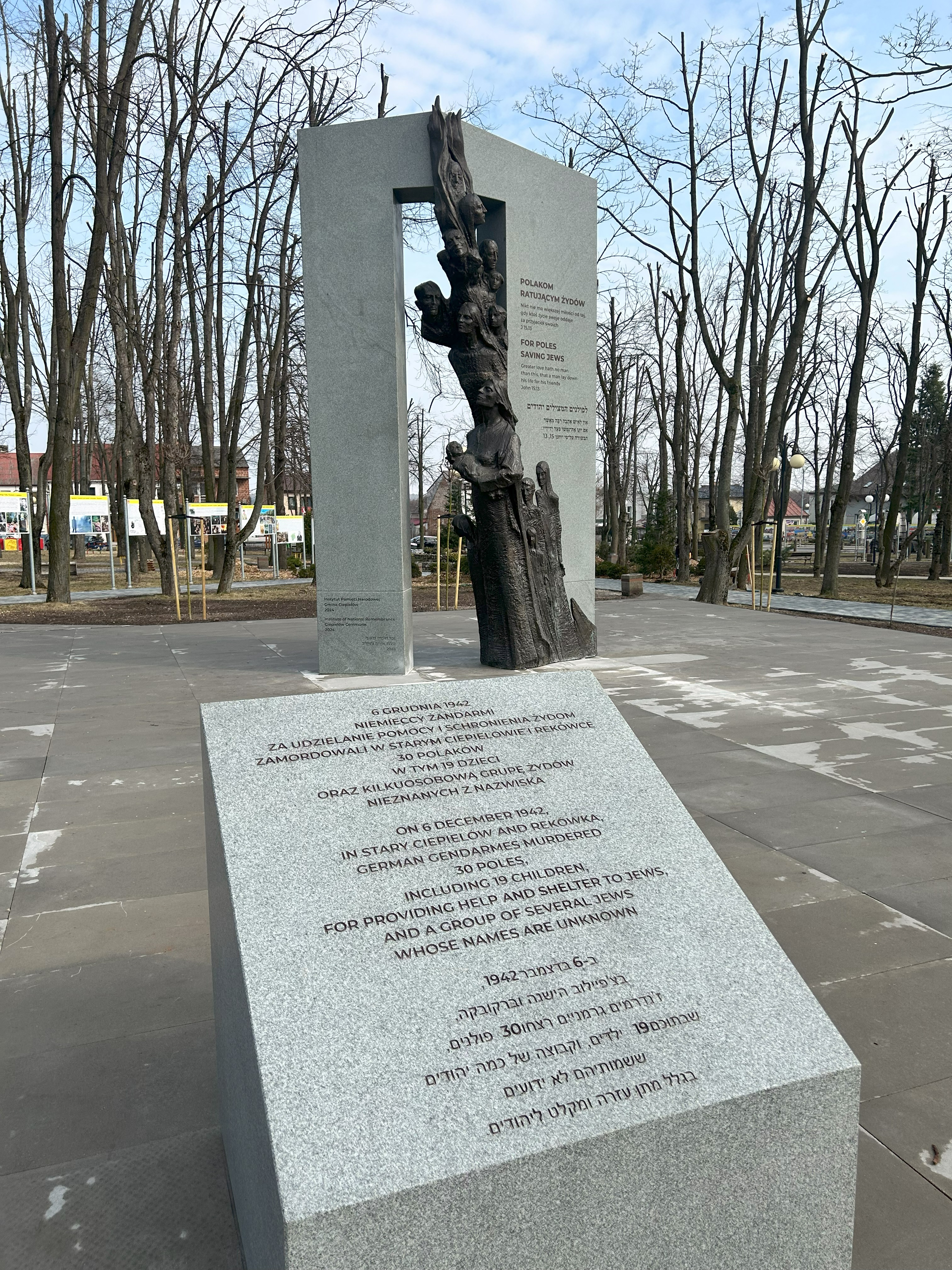
Pomnik w Ciepielowie – lewa tablica
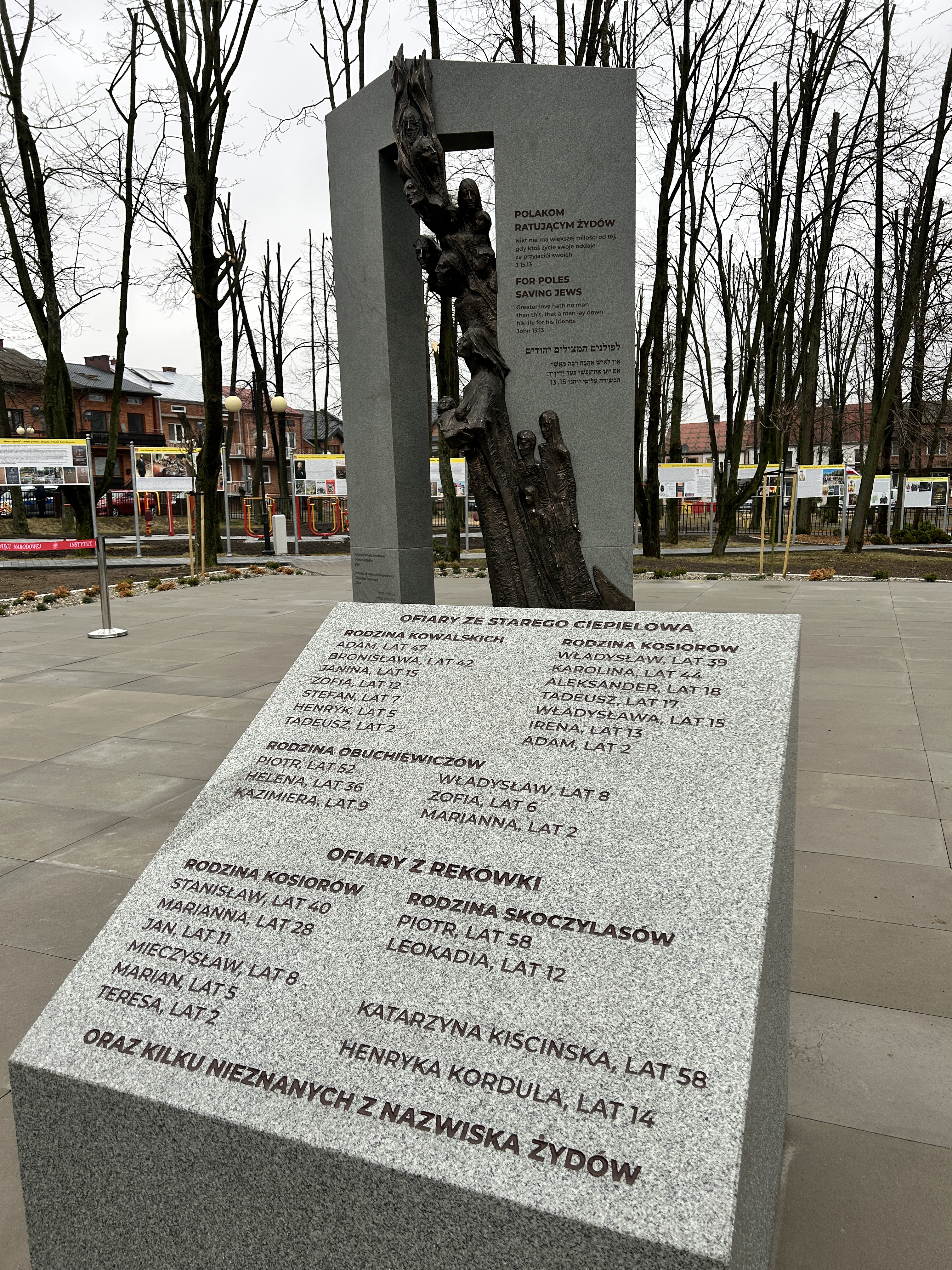
Pomnik w Ciepielowie – prawa tablica
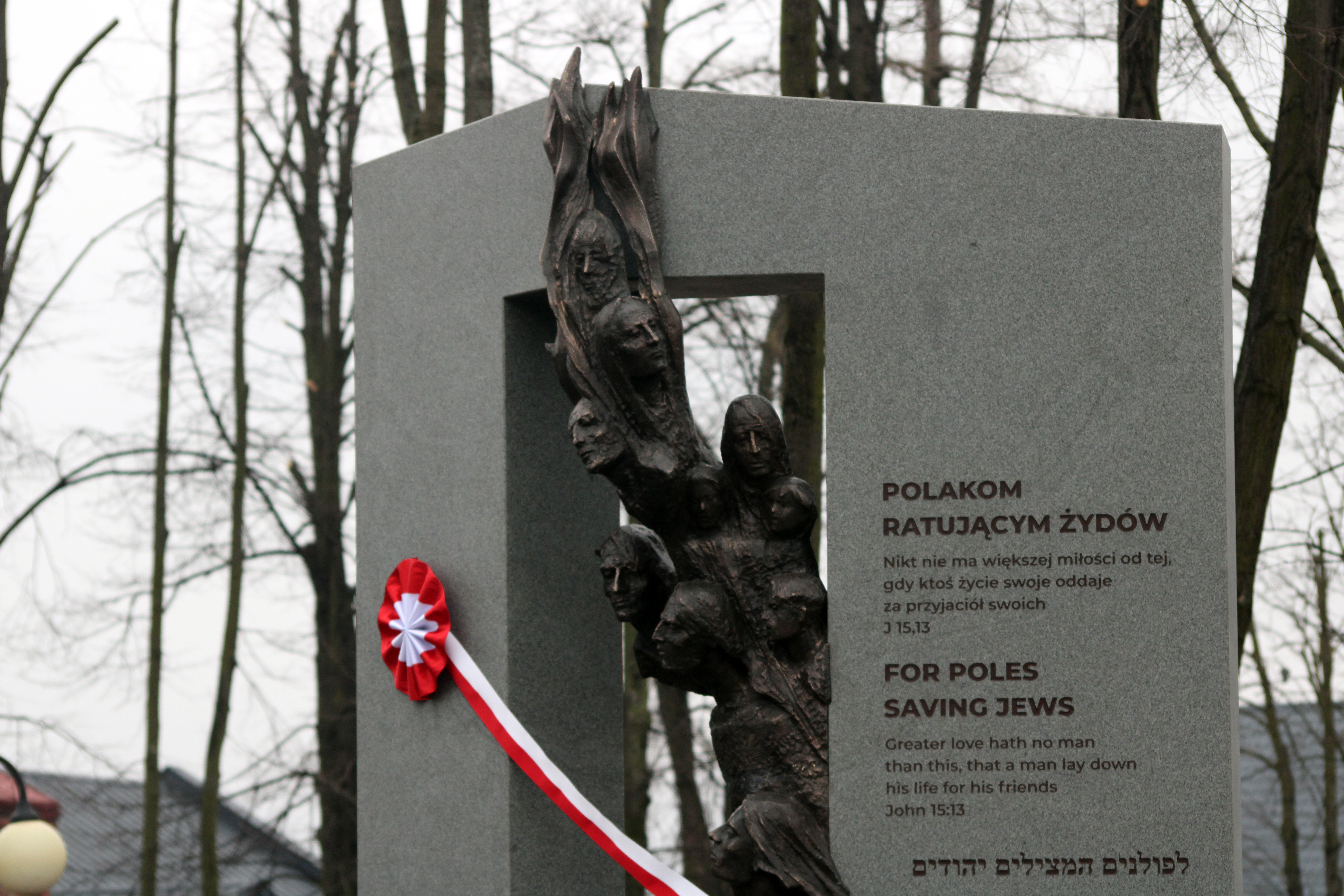
Pomnik w Ciepielowie – zwieńczenie
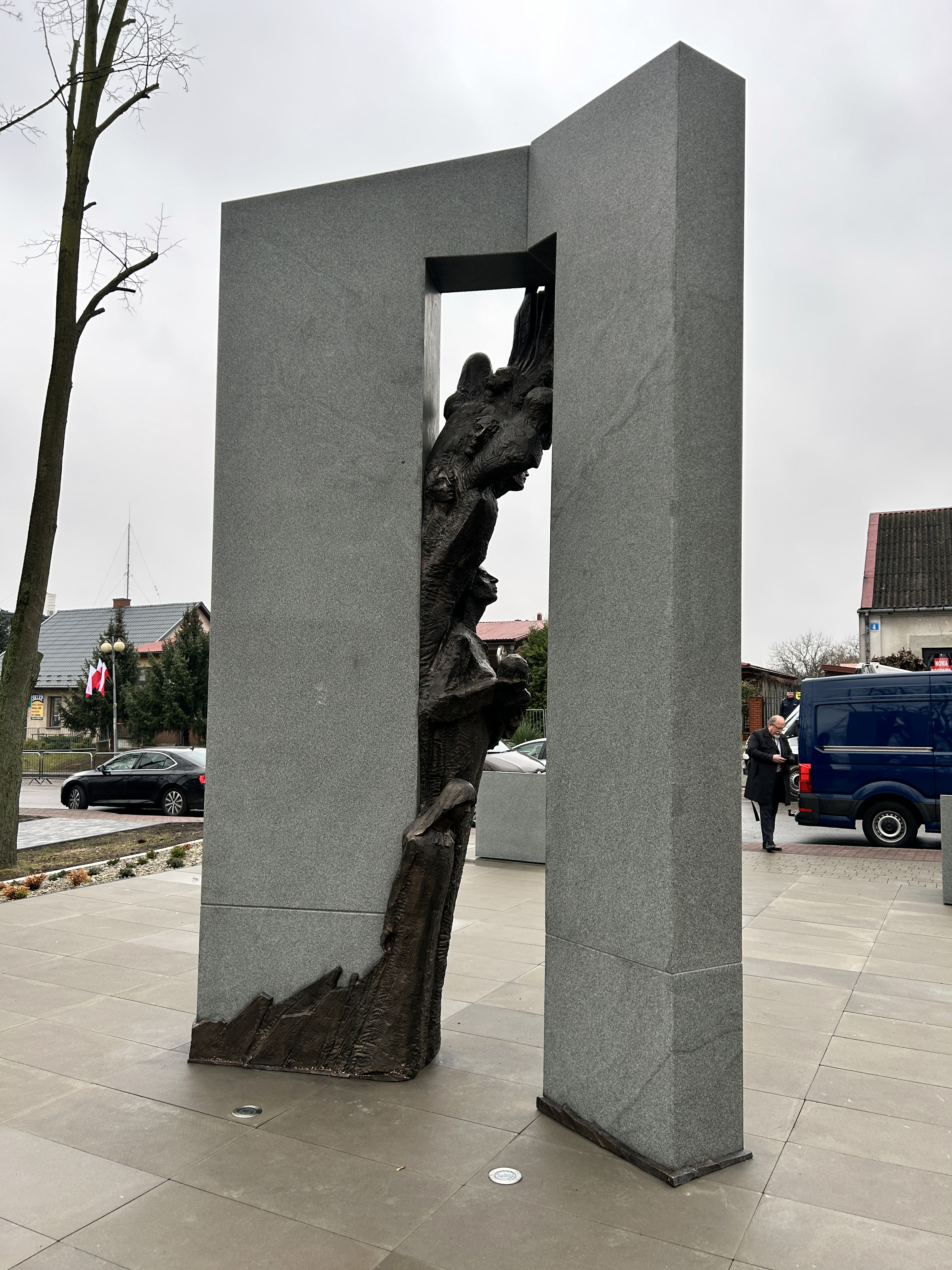
Pomnik w Ciepielowie – widok od tyłu